# Louis Cousin

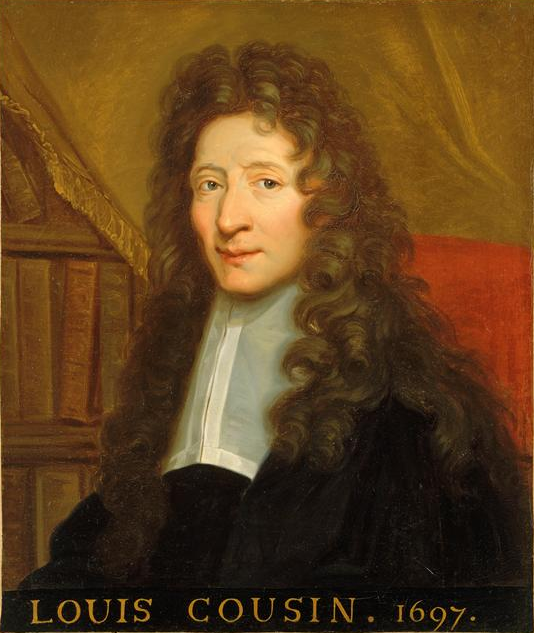
Louis Cousin

Louis Cousin (ur. 21 sierpnia 1627, zm. 26 lutego 1707) – francuski historyk. 
Studiował prawo i teologię. Od 1697 członek Akademii Francuskiej. Zajmował się przekładami głównie autorów bizantyńskich. 

## Wybrane publikacje
- Histoire de Constantinople depuis le règne de Justin jusqu’à la fin de l'Empire, traduite sur les originaux grecs par Cousin (8 volumes, 1672–1685)
- Histoire de l'Église, écrite par Eusèbe, traduite par M. Cousin (4 volumes, 1675–1676)
- Les Principes et les règles de la vie chrétienne, traité composé en latin par M. le cardinal Bona et traduit en françois par M. Cousin (1675)
- Histoire romaine, écrite par Xiphilin, par Zonare et par Zosime, traduite sur les originaux grecs par M. Cousin (1678)
- Histoire de l'Empire d'Occident de Xiphilin, traduite par le président Cousin (2 volumes, 1683)
- Discours de Clément Alexandrin pour exhorter les payens à embrasser la religion chrétienne, traduit par Mr Cousin (1684)
- Discours d'Eusèbe, touchant les miracles attribués par les payens à Apollonius de Thyane, traduit par M. Cousin (1684)
- La Morale de Confucius, philosophe de la Chine (1688)
- Histoire de plusieurs saints des maisons des comtes de Tonnerre et de Clermont (1698)